# Dom Komendanta w Nysie

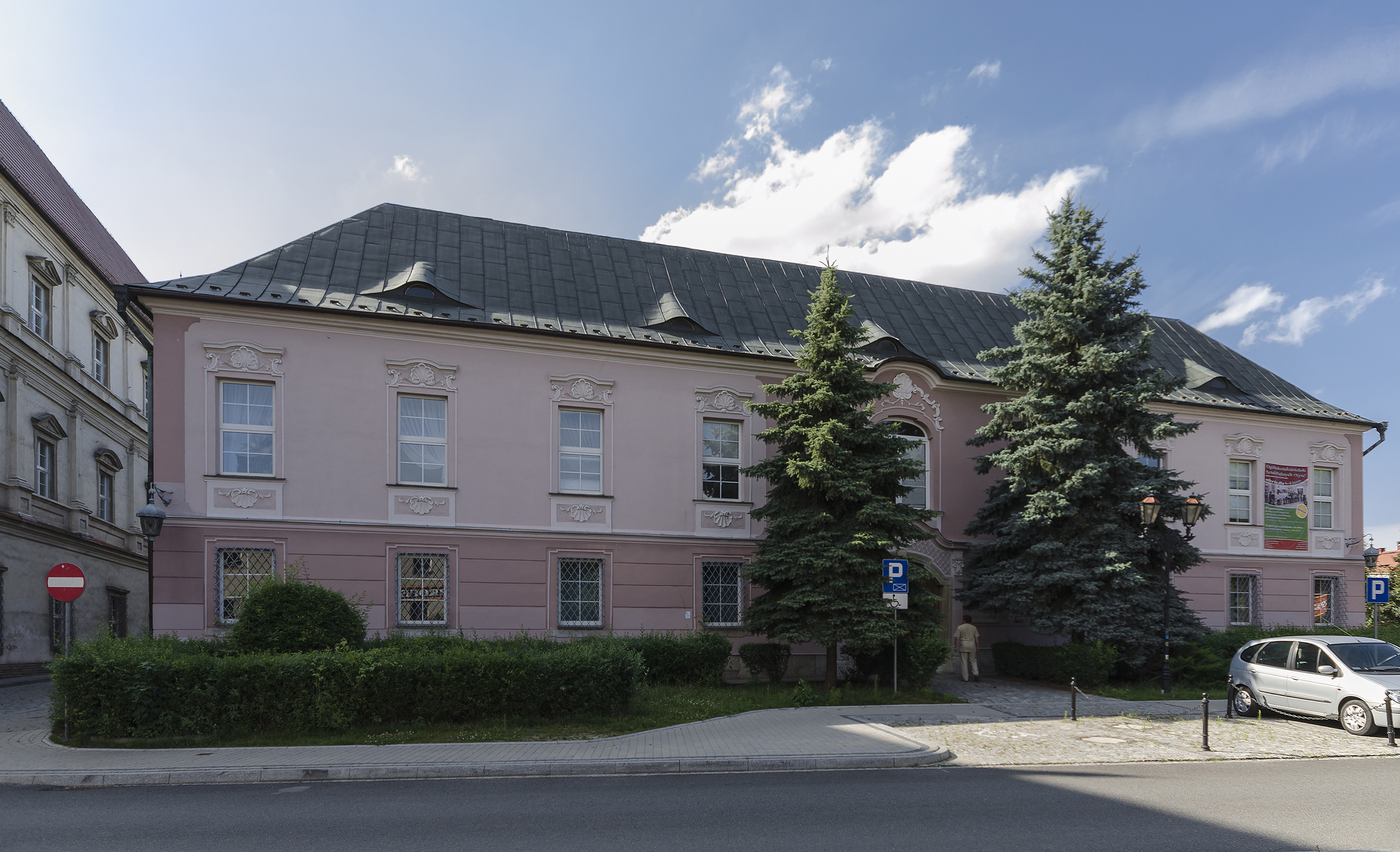
Dom Komendanta w Nysie

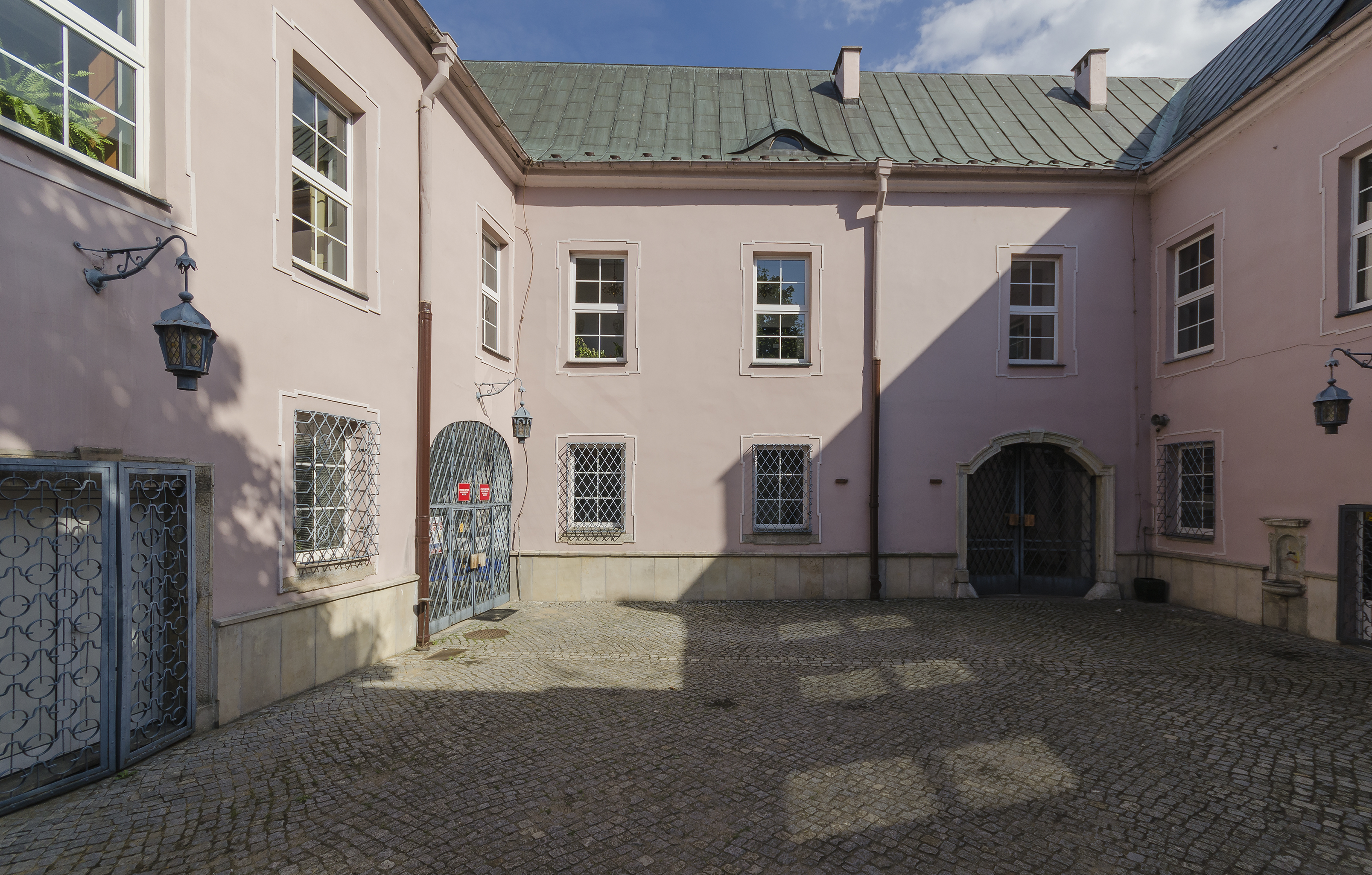
Dziedziniec

Dom Komendanta w Nysie (Stara Komendantura, Dawna Komendantura) – barokowy pałacyk w Nysie przy ulicy Grodzkiej 15, zbudowany w pierwszej połowie XVIII wieku.

## Historia
W roku 1743 po przejściu miasta we władanie pruskie, budynek stał się siedzibą dowództwa garnizonu twierdzy Nysa i pełnił tę funkcję nieprzerwanie aż do 1873 r. Później stał się własnością magistratu nyskiego. W 1897 roku w czterech pomieszczeniach na parterze otwarto ekspozycję zabytków, a od 1916 cały budynek przekształcono w muzeum. 
Podczas drugiej wojny światowej Dom Komendanta został spalony. Po długotrwałej odbudowie, w 1981 roku, stał się siedzibą Państwowego Ogniska Plastycznego. Obecnie (2020) mieści się tu Zespół Szkół i Placówek Artystycznych
Zgromadzone w Starej Komendanturze zbiory muzealne po wojnie zostały przeniesione do dawnej kliniki chirurgicznej przy ulicy Marcinkowskiego (obecnie oddział banku PKO SA), a od 1984 r. znajdują się w sąsiednim Pałacu Biskupim, dawnej rezydencji biskupów wrocławskich.